# Mirosław Michał Drzewiecki
Mirosław Michał Drzewiecki (Łódź; 8 de Julho de 1956 — ) é um político da Polónia. Ele foi eleito para a Sejm em 25 de Setembro de 2005 com 10928 votos em 9 no distrito de Łódź, candidato pelas listas do partido Platforma Obywatelska.
Ele também foi membro da Sejm 1991-1993, Sejm 1997-2001, and Sejm 2001-2005.